# Caucnemastoma martensi
Espèce
Caucnemastoma martensi est une espèce d'opilions dyspnois de la famille des Nemastomatidae.

## Distribution
Cette espèce est endémique du kraï de Krasnodar en Russie. Elle se rencontre dans la réserve naturelle et biosphérique du Caucase vers Sotchi.

## Description
Le mâle holotype mesure 2 mm, les mâles mesurent de 2 à 2,5 mm et les femelles de 1,75 à 2,55 mm.

## Systématique et taxinomie
Cette espèce a été décrite par Snegovaya en 2011.

## Étymologie
Cette espèce est nommée en l'honneur de Jochen Martens.

## Publication originale
- Snegovaya & Chumachenko, 2011 : « Harvestmen (Arachnida: Opiliones) from the yew and box-tree grove of the Caucasian State Natural Biospheric Reserve, Russia. » Caucasian Entomological Bulletin, vol. 7, no 2, p. 115–124.